# Fear the Walking Dead
Fear the Walking Dead és una sèrie de televisió de drama i terror creada per Robert Kirkman i Dave Erickson. Va ser estrenada el 23 d'agost del 2015 al canal AMC. Es tracta d'una sèrie derivada de The Walking Dead, basada en la sèrie de còmics homònima de Robert Kirkman, Tony Moore i Charlie Adlard. L'AMC donà llum verda a la sèrie el 9 de març d'aquell any, amb un compromís de realitzar dues temporades.

## Argument
Situada a la ciutat de Los Angeles, Califòrnia, la sèrie es centra en una família californiana, composta per la consellera escolar Madison Clark, el seu marit Travis Manawa, un professor d'anglès, la seva filla Alicia, el seu fill drogoaddicte Nick i el fill d'un matrimoni anterior d'en Travis, Chris; que ha d'afrontar el començament d'un apocalipsi zombi.

## Episodis
| Temporada | Temporada          | Episodis | Emissió a EUA        | Emissió a EUA          |
| Temporada | Temporada          | Episodis | Estrena              | Final                  |
| --------- | ------------------ | -------- | -------------------- | ---------------------- |
|           | Primera temporada  | 6        | 23 d'agost de 2015   | 4 d'octubre de 2015    |
|           | Segona temporada   | 15       | 10 d'abril de 2016   | 2 d'octubre de 2016    |
|           | Tercera temporada  | 16       | 4 de juny de 2017    | 15 d'octubre de 2017   |
|           | Quarta temporada   | 16       | 15 d'abril de 2018   | 30 de setembre de 2018 |
|           | Cinquena temporada | 16       | 2 de juny de 2019    | 29 de setembre de 2019 |
|           | Sisena temporada   | 16       | 11 d'octubre de 2020 | 13 de juny de 2021     |
|           | Setena temporada   | 16       | 17 d'octubre de 2021 | 5 de juny de 2022      |
|           | Vuitena temporada  | 12       | 14 de maig de 2023   | 19 de novembre de 2023 |

## Repartiment

### Personatges principals
- Madison Clark (temporades 1-4, 8; convidat: temporada 7), interpretada per Kim Dickens.
 Mare d'Alicia i Nick, líder dels supervivents, tenaç, tossuda i disposada a fer qualsevol cosa per protegir la seva família i el que ella creu.
- Travis Manawa (temporades 1-3), interpretat per Cliff Curtis.
 Abans de l'esclat, era un professor d'anglès d'ascendència maorí, que es va divorciar de la seva dona Elizabeth Ortiz i es va enfrontar al ressentiment del seu fill Chris. Més tard es va casar i es va divorciar de Madison Clark. Juntament amb aquest últim intentarà ajudar el grup durant l'apocalipsi, fins a la seva marxa en el segon episodi de la tercera temporada; després de ser afusellat, conscient de la seva mort imminent, decideix suïcidar-se saltant des d'un helicòpter, perquè l'Alícia no l'hagués de matar una segona vegada abans de la resurrecció.
- Nicholas "Nick" Clark (temporades 1-4), interpretat per Frank Dillane.
És el fill gran de Madison i Steven Clark i el germà gran d'Alicia. Abans de l'epidèmia serà enviat a rehabilitació per la seva mare, sent drogodependent, però només gràcies a la mort de la seva xicota Gloria (pacient zero) i l'inici de l'apocalipsi ho aconseguirà. Es compromet amb una resident de la comunitat Broke Jaw Ranch, Luciana Galvez, una relació que durarà fins a la mort de Nick a mans de Charlie.
- Alicia Clark (temporades 1-7), interpretada per Alycia Debnam-Carey.
 És la segona filla de Madison i Steven Clark, així com la germana petita de Nick i l'exnòvia de Matt Sale; que morirà poc abans de l'esclat de l'apocalipsi. Arran de les baixes patides, amb les temporades esdevindrà un membre fonamental del grup, donada la seva tenacitat i força: gràcies a això arribarà a amputar-se l'avantbraç, després de ser mossegada per un caminador. Malauradament, la infecció ja està en circulació i tot i que durarà uns quants mesos, en constant lluita amb el virus, acabarà abandonant el grup, per poder aïllar-se abans del final.
- Elizabeth "Liza" Ortiz (temporada 1; convidat: temporada 2), interpretada per Elizabeth Rodriguez.
 És la mare de Christopher Manawa i està divorciada del seu exmarit, Travis Manawa. Després de l'esclat inicial de l'epidèmia, esdevé infermera del recinte de la Guàrdia Nacional; durant el final de la primera temporada, mentre el grup intenta fugir del recinte militar del ramat que havia estat dirigit per Daniel, un dels caminants aconsegueix mossegar-la lleugerament al costat. L'endemà al matí li demanarà a Travis que la dispari, posant fi a la seva agonia, i això serà tot.
- Christopher Manawa (temporades 1-2), interpretat per Lorenzo James Henrie.
És el fill adolescent de Travis Manawa i Elizabeth Ortiz. Abans de l'esclat, era estudiant de l'Acadèmia Cristiana de Sant Jordi. Mor al final de la segona temporada a mans de Brandon i Derek, que li dispararan al cap.
- Daniel Salazar (temporades 1-3, 5-8), interpretat per Rubén Blades.
 És el marit de la Griselda i el pare d'Ofelia. Després d'una experiència propera a la mort, Daniel es converteix en el cap de seguretat de Lola Guerrero a la presa González. Uns anys més tard, Daniel es retroba amb Victor Strand i, tot i que al principi és prudent, finalment l'ajuda a salvar la resta del seu grup.
- Ofelia Salazar (temporades 1-3), interpretada per Mercedes Mason.
 És una supervivent de l'epidèmia, l'única filla de Daniel i Griselda Salazar. Després de la mort de la seva mare i l'aparent pèrdua del seu pare, va deixar el seu grup original per unir-se a les reserves de Black Hat. Morirà al final de la tercera temporada després d'una mossegada, just abans de poder retrobar-se amb el seu pare, que l'acabarà i l'enterrarà.
- Victor Strand (reccurent: temporada 1; regular: temporades 2-8), interpretat per Colman Domingo.
Abans de l'esclat, era un estafador que va conèixer i es va enamorar de Thomas Abigail. Després de la caiguda de l'empresa, Strand és empresonat per la Guàrdia Nacional i troba un amic improbable en Nick Clark. Després que els dos escapen del recinte, Strand ofereix a la seva família i amics l'oportunitat de sobreviure a bord del seu iot personal, l'Abigail. Strand es va convertir en el principal antagonista de la temporada 7.
- Luciana Galvez (recurrent: temporada 2; regular: temporades 3-8), interpretada per Danay García.
 És una dona que forma part de La Colonia, una comunitat situada a Tijuana, Mèxic, que dona la benvinguda a Nick a la comunitat.
- Jeremiah Otto (convidat: temporada 2; regular: temporada 3), interpretat per Dayton Callie.
S'ha casat dues vegades i té dos fills anomenats Jake i Troy. Va ser un membre fundador del grup de supervivents, també conegut com a "preppers", que es preparaven per al que consideraven la caiguda inevitable del govern i van establir el que es va convertir en un campament a Broke Jaw Ranch. És assassinat per Nick.
- Troy Otto (temporades 3, 8), interpretat per Daniel Sharman. 
És el fundador del refugi dels supervivents a la frontera mexicana. Comença secretament a assassinar diversos supervivents juntament amb els seus companys. Madison li colpeja al cap amb un martell, matant-lo. Torna a la vuitena temporada i descobreix que va sobreviure.
- Jake Otto (temporada 3), interpretat per Sam Underwood.
És el fill gran de Jeremies i mig germà de Troy. També és l'exnòvio d'Alicia Clark. Jake és un resident i membre d'alt rang de la comunitat Broke Jaw Ranch. Després de la mort del seu pare, esdevé co-líder juntament amb Qaletaqa Walker. Se'l considera el bon fill, amb sentiments contradictoris sobre la filosofia militant del seu pare, de fet, també està en desacord amb el seu germà, Jake és molt més raonable i sincer. També és ben conscient del comportament salvatge de Troy i sovint ha de mantenir-lo en línia. Mor mentre en Jake intenta disparar a Troy per evitar que condueixi el ramat al voltant del ranxo, en Nick el colpeja amb la seva escopeta i el tira per un turó. Després de caure, és mossegat al braç. Nick li amputa el braç, però finalment sucumbeix a la pèrdua de sang i mor.
- Lola Guerrero (temporada 3), interpretada per Lisandra Tena.
És una dona que pertany a la comunitat que es va desenvolupar a la presa Gonzales. En el vell món, Lola Guerrero va treballar per al Servei d'Aigües de Poragua, responsable de tractar l'aigua de la presa de González als afores de Tijuana i de distribuir l'aigua per tota la ciutat i per tota la ciutat. En descobrir el cadàver d'Efraín Morales, surt a la presa i dispara a diversos Proctors abans de ser disparat a l'esquena i al cap per Proctor John.
- Althea "Al" Szewczyk-Przygocki (temporades 4-7), interpretada per Maggie Grace.
Abans de l'esclat, es va convertir en periodista per entrevistar diverses persones i documentar les seves històries personals. Després que comencés el brot, va decidir continuar entrevistant supervivents aleatoris per honrar la mort del seu germà i pel futur de la civilització. En algun moment, al va conèixer a Isabelle, un soldat perdut per a una misteriosa organització, i va desenvolupar una breu relació romàntica amb ella. Després de l'explosió nuclear, al va tenir un breu enfrontament amb un equip de recuperació de CRM abans de marxar de Texas amb Isabelle per continuar la seva relació fugitiva.
- John Dorie (temporades 4-6), interpretat per Garret Dillahunt.
 És un vaquer que busca el seu amic en el món apocalíptic. Abans del brot, era un agent de policia que es va retirar a una cabana per aïllar-se de la societat després de disparar a un criminal. En algun moment, va conèixer June i es va enamorar d'ella abans que el deixés. Temps després, abandona la seva cabana per començar el seu llarg viatge a la recerca del seu ésser estimat, i finalment es creua amb Morgan Jones. Va ser membre del partit fins que el vagó va ser dividit i reassentat per la força als diferents assentaments de Virgínia on va exercir com a guardabosques, i més tard un membre del consell inter-assentaments a la ciutat de Lawton abans de la seva marxa. Es va deprimir després de la seva separació a partir del juny, finalment va ser assassinat per Dakota després que va descobrir que ella era l'assassí que Lawton havia estat caçant.
- Morgan Jones (temporades 4-8), interpretat per Lennie James.
És el marit de Jenny, el pare de Duane i l'últim membre supervivent conegut de la seva família. Després de la guerra contra els Salvadors, va deixar Virgínia i se'n va anar a Texas, per allunyar-se de la gent i trobar-se, començant finalment un nou viatge a la seva vida i abandonant el passat. Després de trobar un nou propòsit a la vida ajudant els que ho necessiten amb l'ajuda del seu grup, Morgan no té més remei que dividir el seu grup i fusionar-se amb els Pioners per mantenir amb vida els altres. Afusellat per Virginia i deixat per mort, el seu grup presumeix que Morgan és mort, tot i que és rescatat per un supervivent desconegut, donant-li l'oportunitat de curar-se i, finalment, alliberar els seus amics del control de Virginia. Després de la derrota de Virginia, Morgan estableix una nova llar per al seu grup i s'enfronta a una nova amenaça. Malgrat els seus millors esforços, el culte liderat per Teddy aconsegueix llançar deu ogives nuclears, fracturant una vegada més el grup de Morgan. Morgan gairebé renuncia a la seva vida, però finalment decideix continuar vivint amb la filla de la Rachel i la Grace, ja que sobreviuen junts a l'USS Pennsylvania. A mesura que el seu conflicte amb Victor Strand s'intensifica, Morgan s'emporta el nadó Mo lluny de Texas per trobar una nova llar segura per a la seva filla. A Louisiana, Mo és segrestada i portada a PADRE per la creu morta Madison Clark, obligant a Morgan a aliar-se amb Madison per rescatar la seva filla i aturar PADRE. Set anys més tard, després de recuperar Mo, perdre Grace, derrotar al PARE i finalment fer les paus amb els seus dimonis, Morgan decideix tornar a Alexandria amb Mo i buscar el seu vell amic, Rick Grimes.
- June Dorie / Naomi / Laura (temporades 4-8), interpretada per Jenna Elfman.
 És una dona sola que rebutja i menteix sobre la seva pròpia identitat quan es veu obligada a acostar-se a altres persones; abans del brot era infermera a la unitat de cures intensives. Es comprometrà i després es casarà amb John Dorie.
- Charlie (recurrent: temporada 4; regular: temporades 5-8), interpretada per Alexa Nisenson.
És una òrfena que va ser rescatada i ensenyada a sobreviure pels germans Ennis i Mel, unint-se al seu grup, els Voltors. Finalment, Charlie va ser portat a viure a l'assentament de Dell Diamond per fer d'espia. Després de la derrota dels voltors, es va convertir en membre del grup de Morgan. Charlie és un jove orfe tranquil i introvertit i poques vegades interactua amb persones que no estan a prop d'ella. Com a conseqüència de la seva depressió, té una baixa autoestima i molt poc desig d'autorealització, semblant apàtica i distant dels que l'envolten. Depèn en gran manera de les seves figures parentals, cap a les quals mostra una lleialtat extrema fins al punt de matar els que els perjudicarien. No obstant això, no li agrada matar i mostra un remordiment extrem per l'assassinat de Nick. No se sap res de la vida de Charlie abans o a l'inici del brot, excepte que va néixer l'any 2001 i va anar a l'escola, la seva assignatura preferida era la música i el seu menjar preferit era la pizza. També tenia una mare i un pare.
- Sarah Rabinowitz (recurrent: temporades 4-5; regular: temporades 6-8), interpretada per Mo Collins.
És la germana adoptiva de Wendell i va servir com a marinera dels Estats Units abans de l'esclat. Després que ella i Wendell coneguin Morgan Jones, tots dos canvien les seves maneres egoistes i decideixen ajudar els que ho necessiten. Va ser membre del partit de Morgan fins que el vagó va ser dividit per la força i reassentat als diferents assentaments de Virgínia. Com a resultat de la dissolució forçada, Sarah es va separar de Wendell i es va posar a treballar com a guardaespatlles i assistent de June sota l'autoritat de Virginia. Després de la caiguda de Virgínia, Sarah es va reunir breument amb Wendell. Després del llançament de les armes nuclears de Teddy, Sarah, juntament amb Jacob, Wes, Daniel i Luciana van escapar de la destrucció amb l'ajuda d'un aliat. Després de despertar-se d'un profund estat d'inconsciència, Sarah va intentar trobar el seu germà en un Texas ara devastat. Després de robar un camió, ella i Wendell es troben amb Morgan i volen arribar a Alexandria.
- Grace Mukherjee (temporades 5-8), interpretada per Karen David.
 És una dona que treballava en una central nuclear.
- Dwight (temporades 5-8), interpretat per Austin Amelio.
 És un despietat i reticent ex tinent dels Saviors, que va ser exiliat per Daryl Dixon de Virgínia.
- Wes (temporades 5-7), interpretat per Colby Hollman.
 Va ser membre del partit de Morgan fins que el vagó va ser dividit per la força i reassentat als diferents assentaments de Virgínia, on va exercir com a fabricant de combustible a Tank Town. Després que les bombes nuclears van canviar gran part del paisatge de Texas, Wes es va reunir amb els membres del grup de Morgan abans de desertar i unir-se a Strand Tower. És assassinat per Strand que el clava al pit.
- Dakota (temporada 6), interpretada per Zoe Colletti.
 Germana del líder pioner Virginia. Més tard resulta ser la seva filla.
- Sherry (temporades 6-8), interpretada per Christine Evangelista.
És l'exdona de Dwight i un antic membre dels Saviors on va exercir com una de les "esposes" de Negan. Després d'escapar dels Saviors, va fugir per tot el país, perseguida per algunes persones dolents, i buscada per Dwight després de la derrota dels Saviors. Va ser membre dels Outcasts. Finalment, Dwight es va reunir amb Sherry en una missió de reconeixement. Durant la caiguda de Virgínia, Sherry i els marginats es van unir a l'Aliança del Nord de Texas. Després del llançament de les ogives nuclears per part de Teddy, Sherry i Dwight es van refugiar de la devastació amb una família de supervivents i es van convertir en els proscrits ètics coneguts com els cavalls foscos.
- John Dorie Sr. (temporades 6-7), interpretat per Keith Carradine.
 El pare de John Dorie i el sogre de June. Abans de l’apocalipsi era policia.

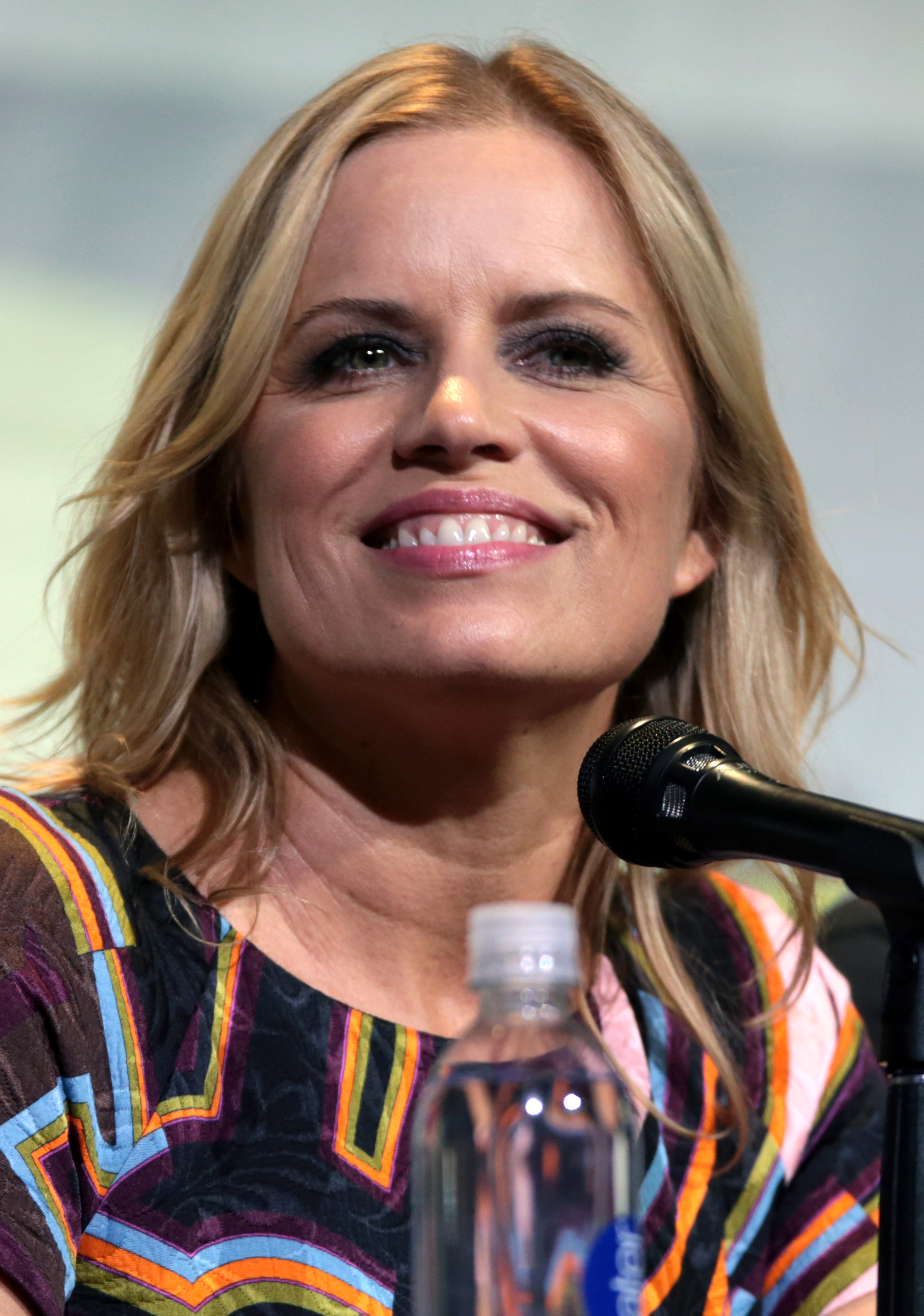
Kim Dickens interpreta Madison Clark
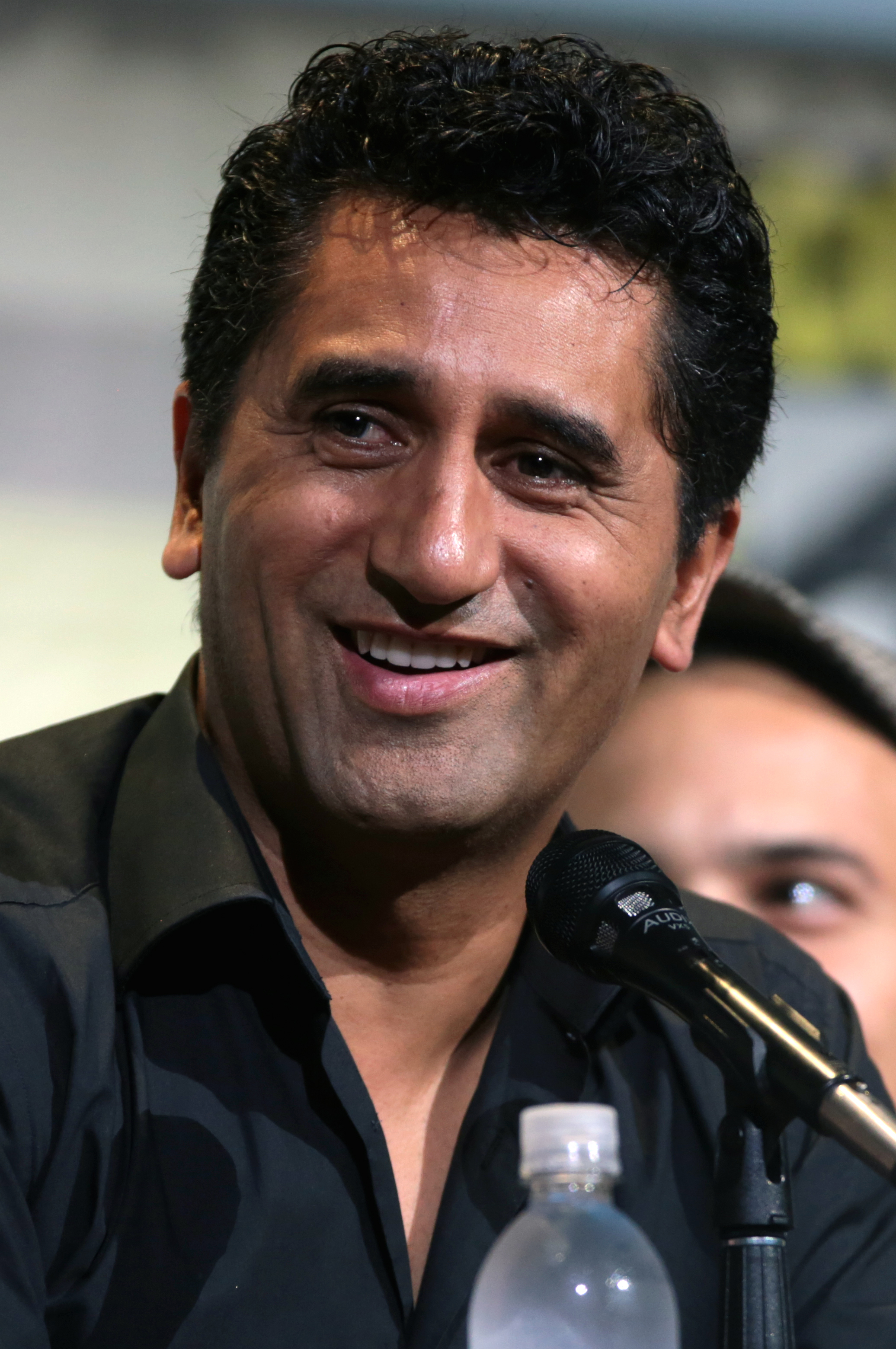
Cliff Curtis interpreta Travis Manawa
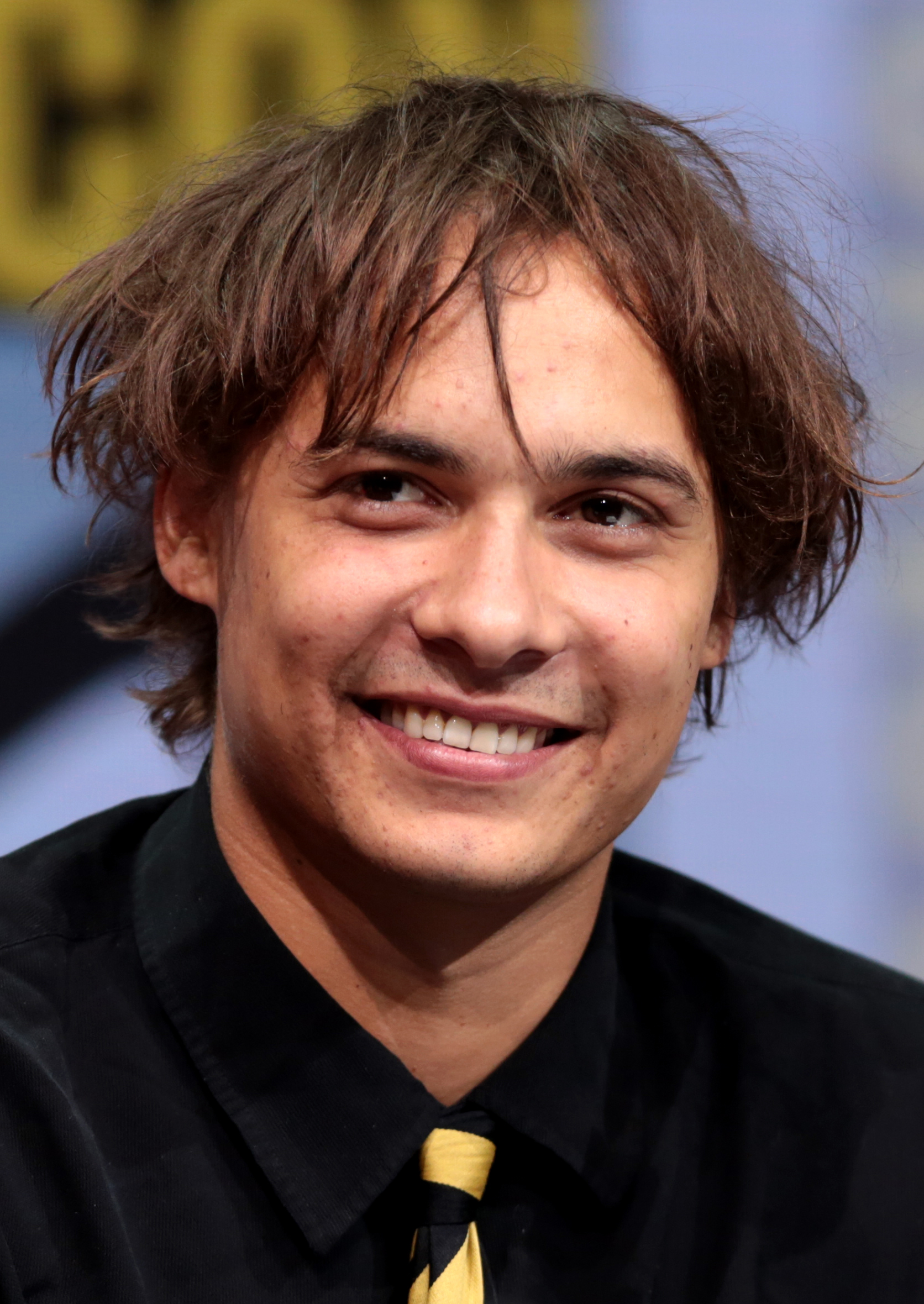
Frank Dillane interpreta Nick Clark
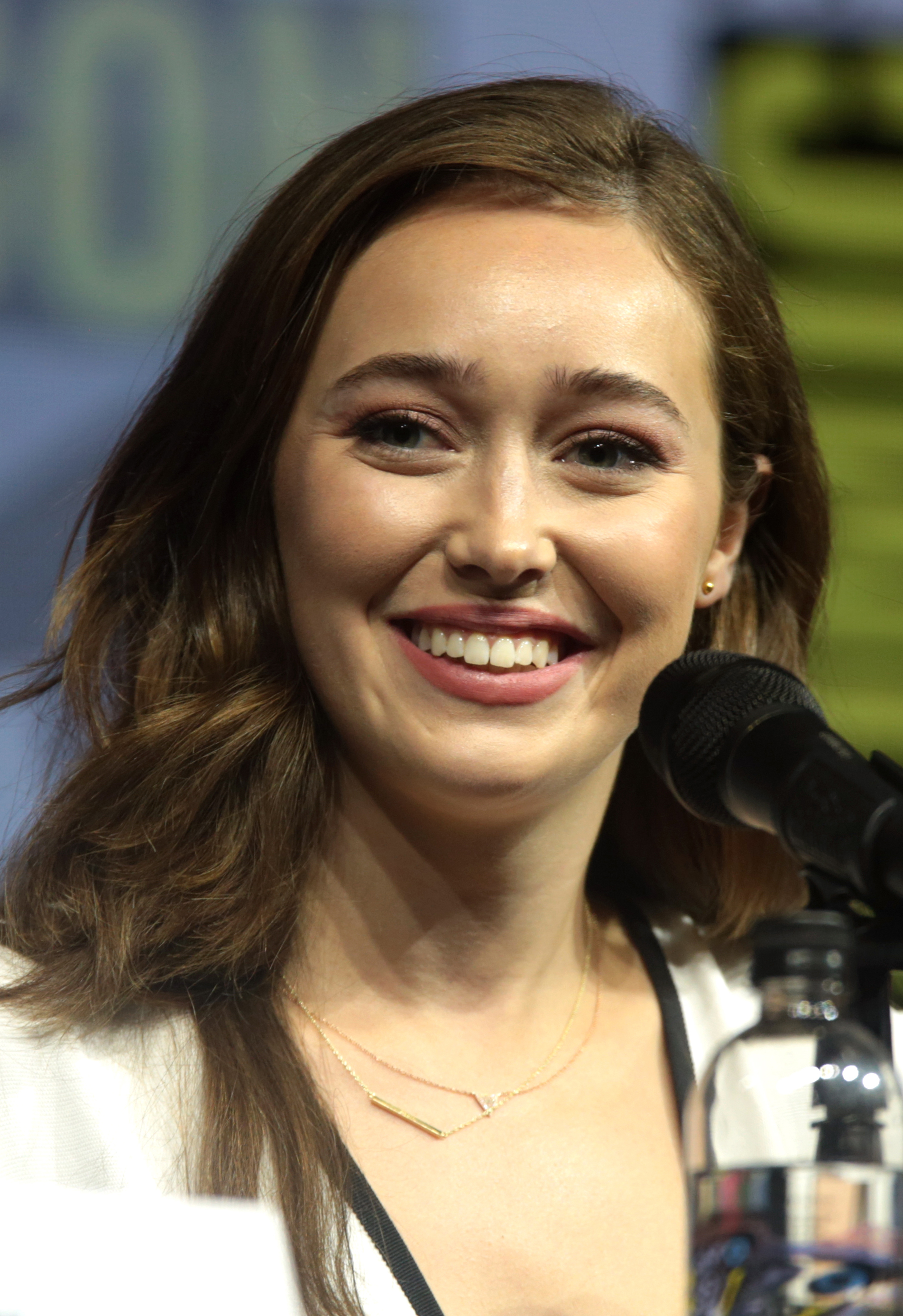
Alycia Debnam-Carey interpreta Alicia Clark
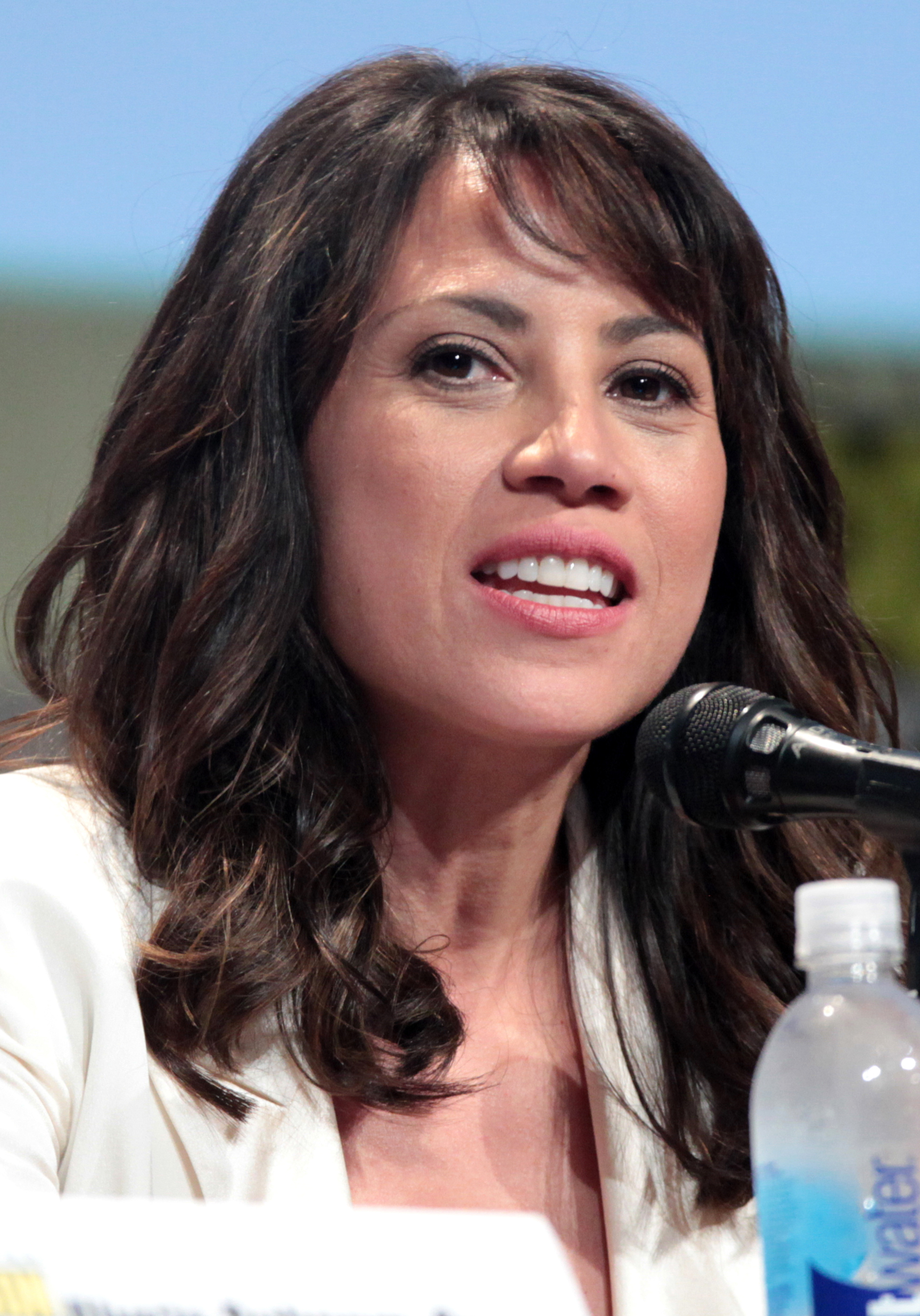
Elizabeth Rodriguez interpreta Liza Ortiz
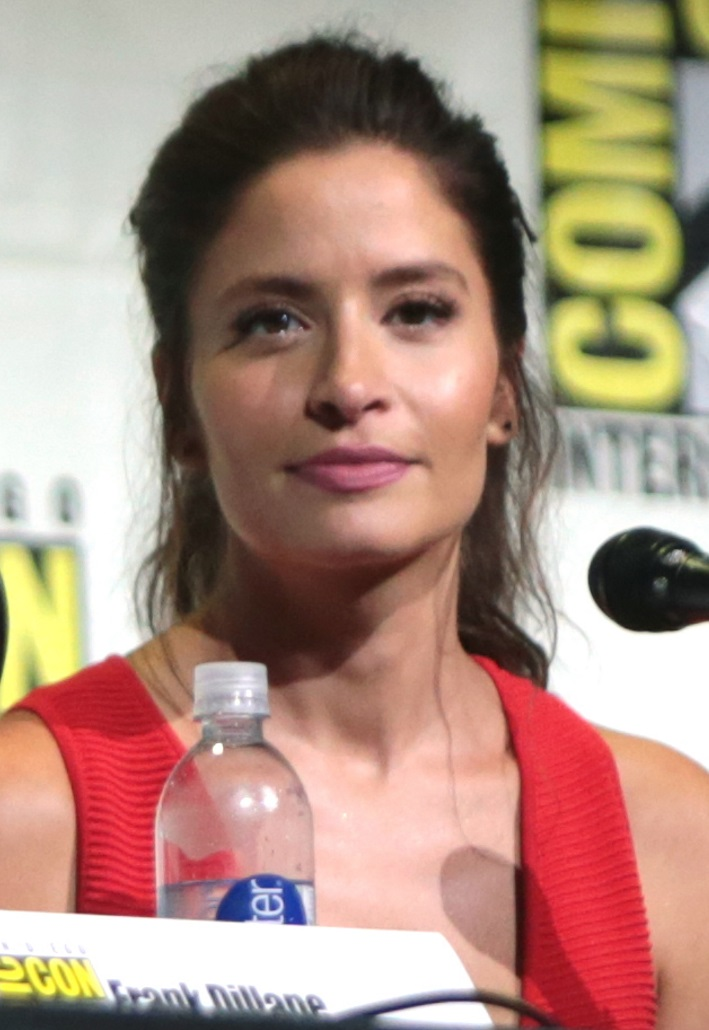
Mercedes Mason interpreta Ofelia Salazar
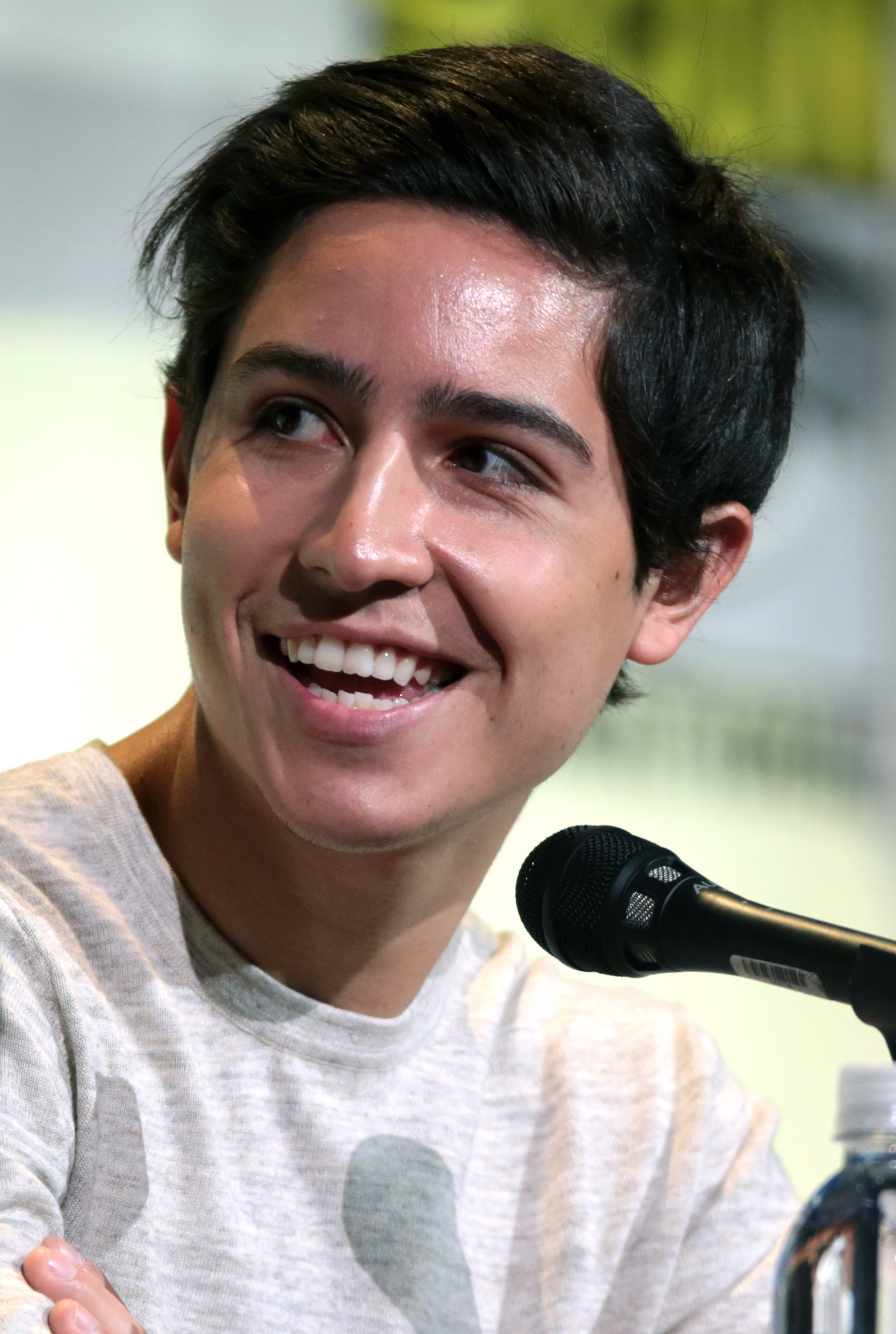
Lorenzo James Henrie interpreta Chris Manawa
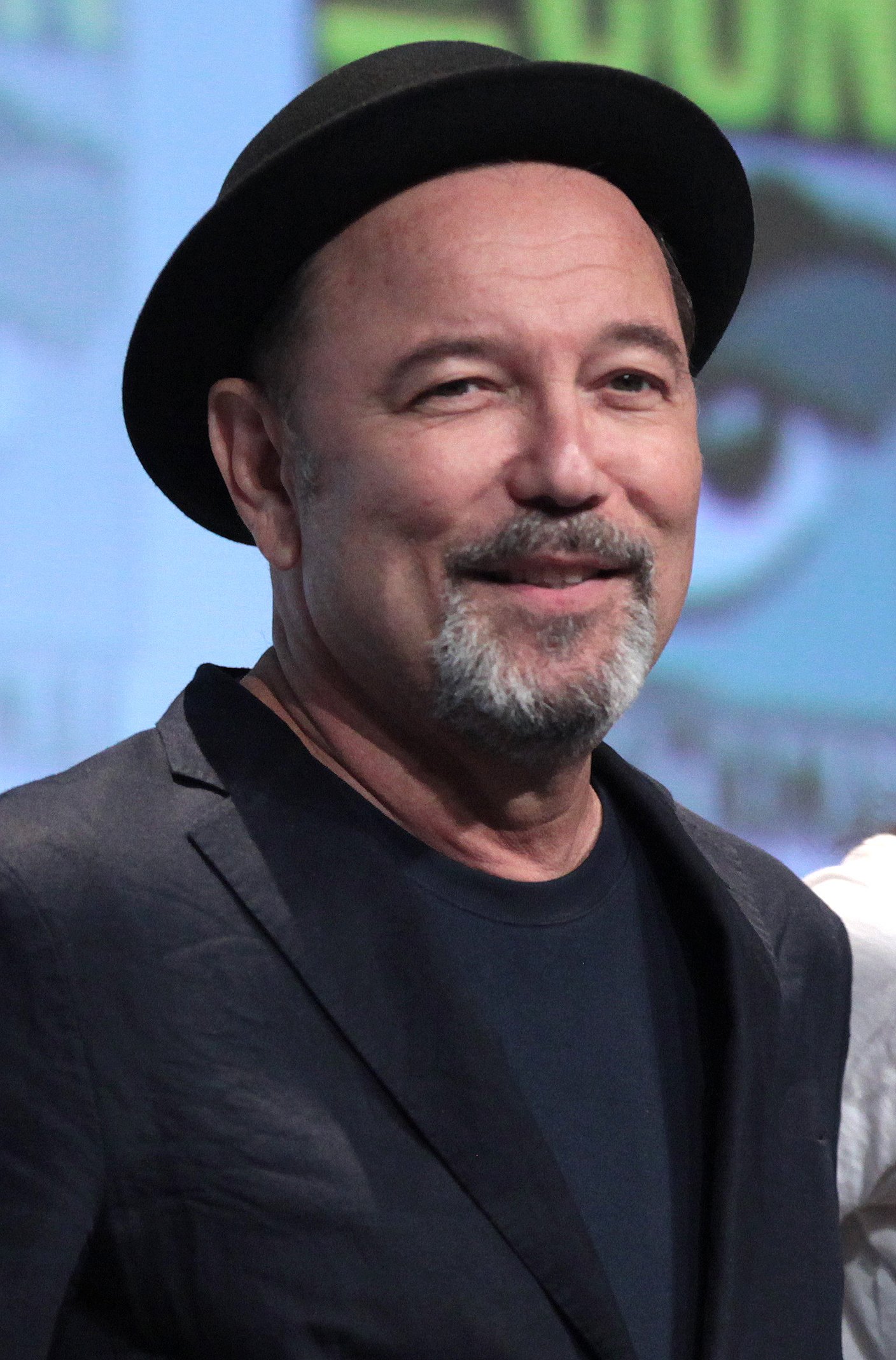
Rubén Blades interpreta Daniel Salazar
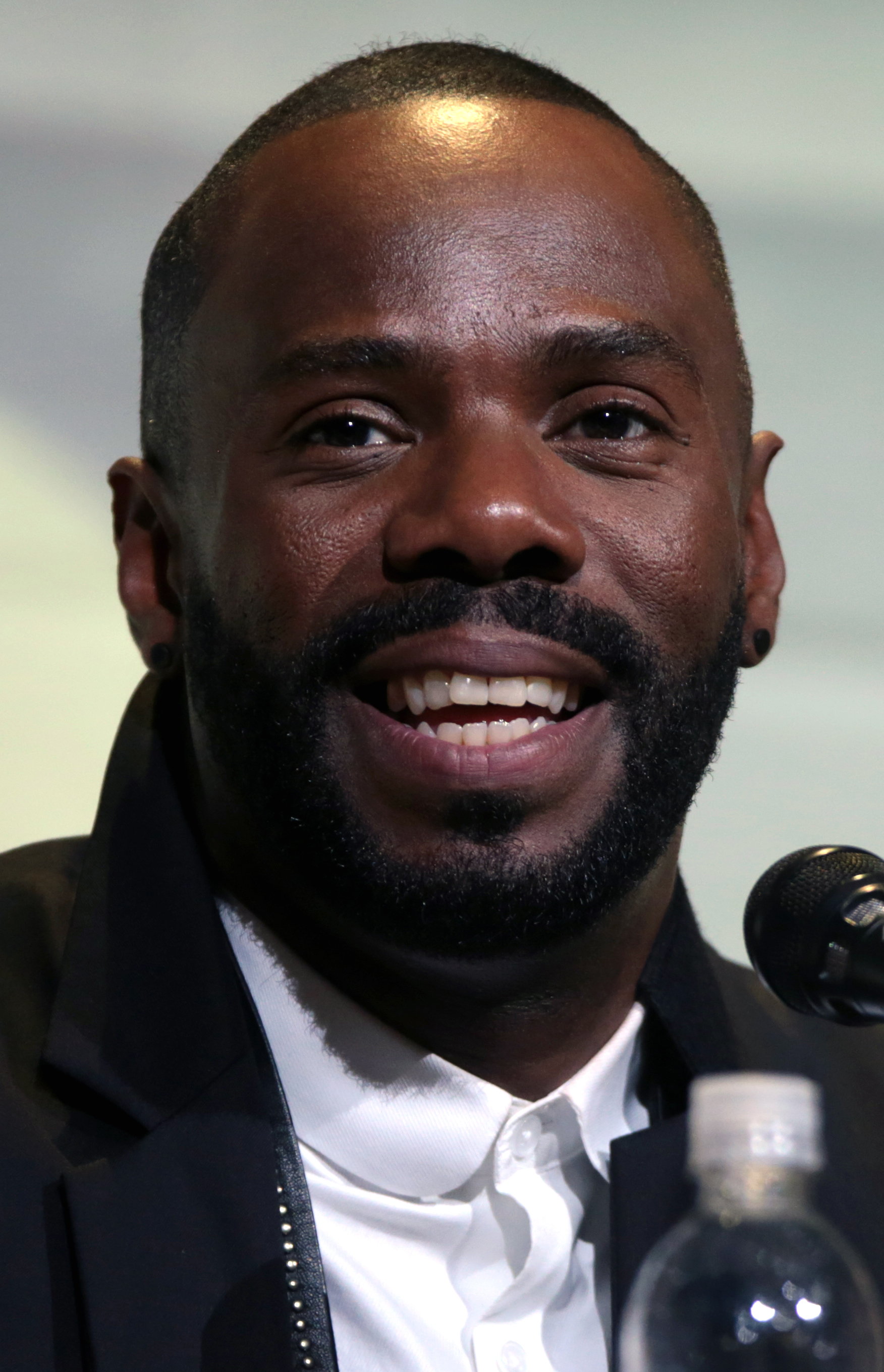
Colman Domingo interpreta Victor Strand
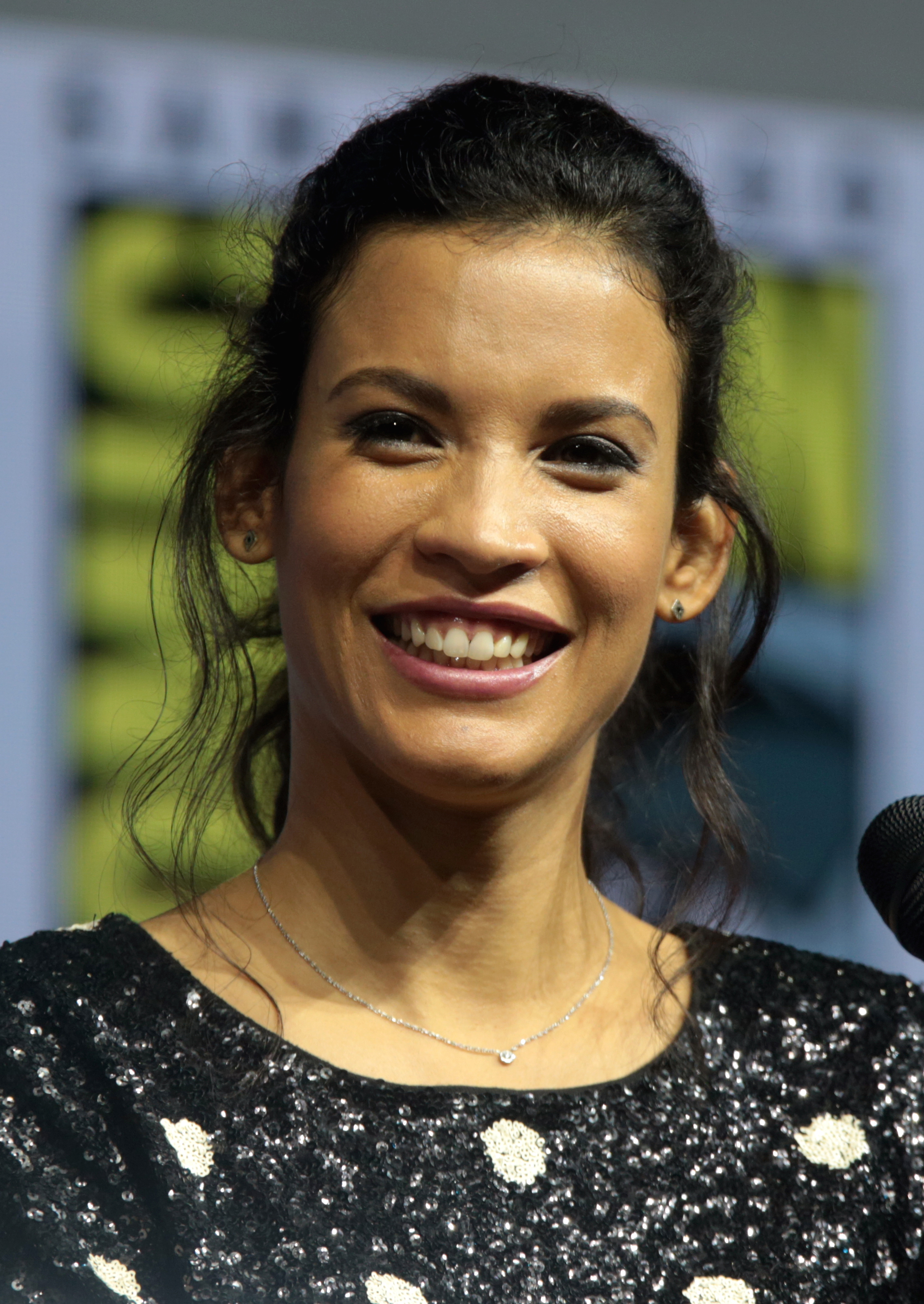
Danay García interpreta Luciana Galvez
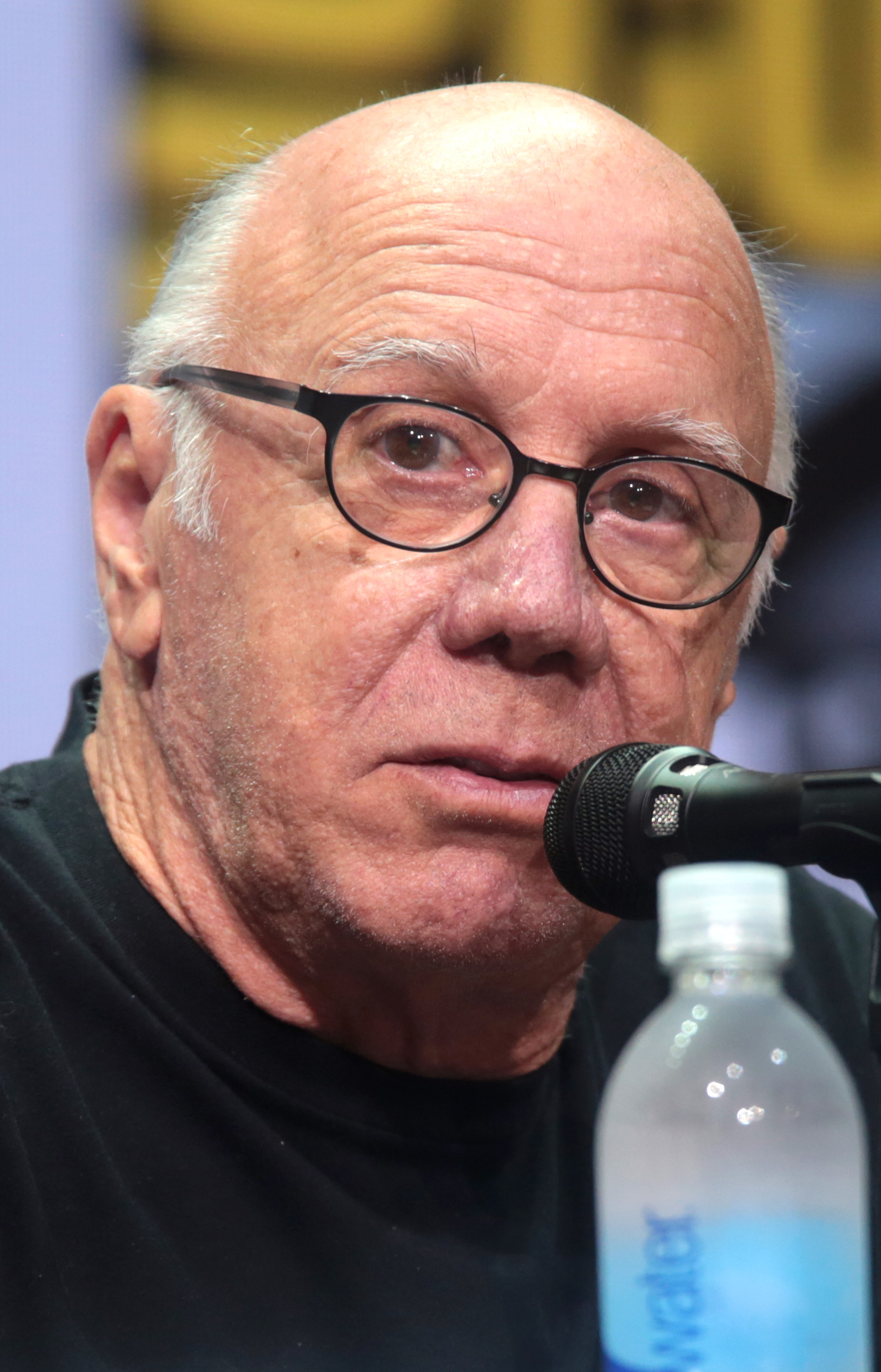
Dayton Callie interpreta Jeremiah Otto
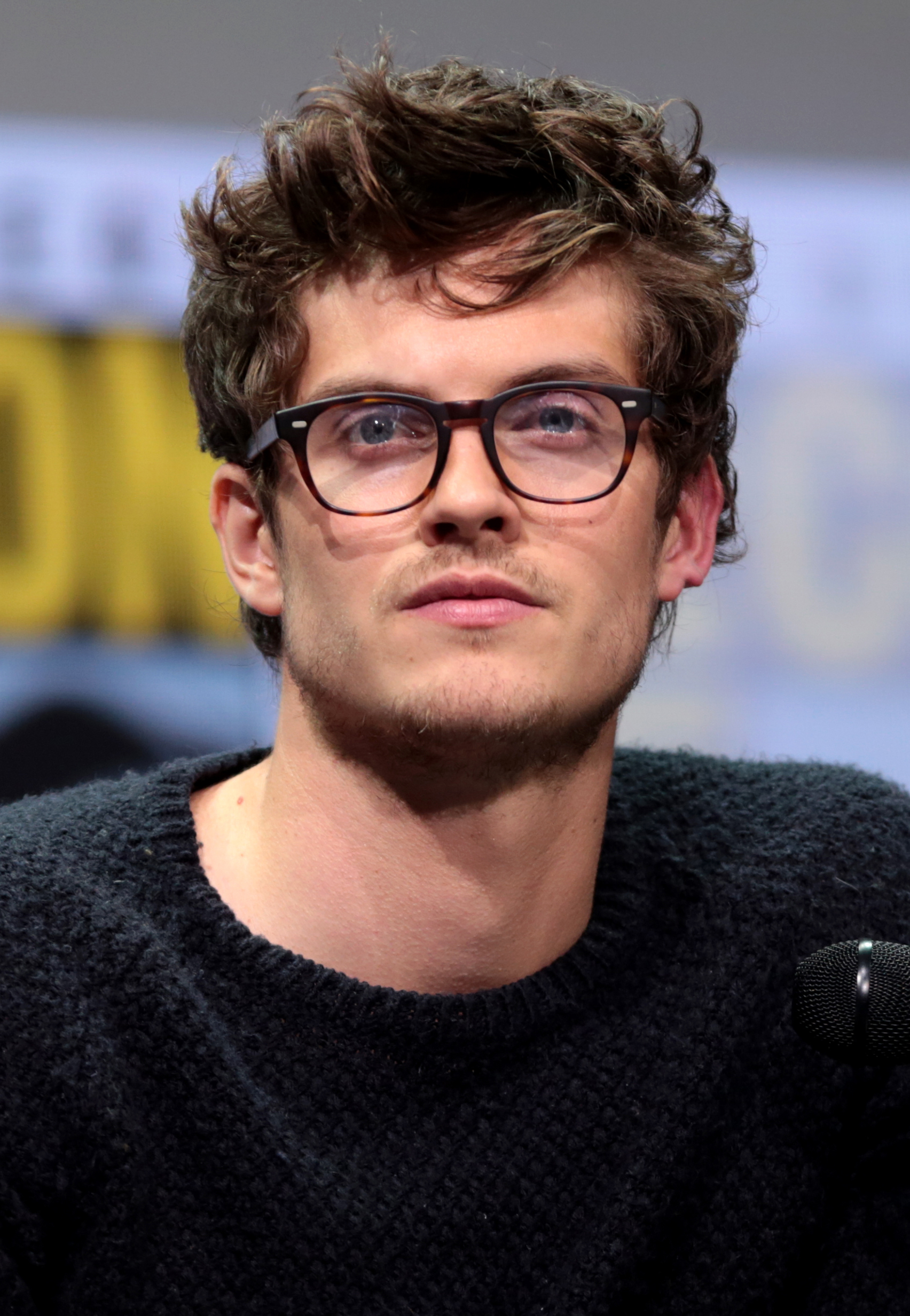
Daniel Sharman interpreta Troy Otto
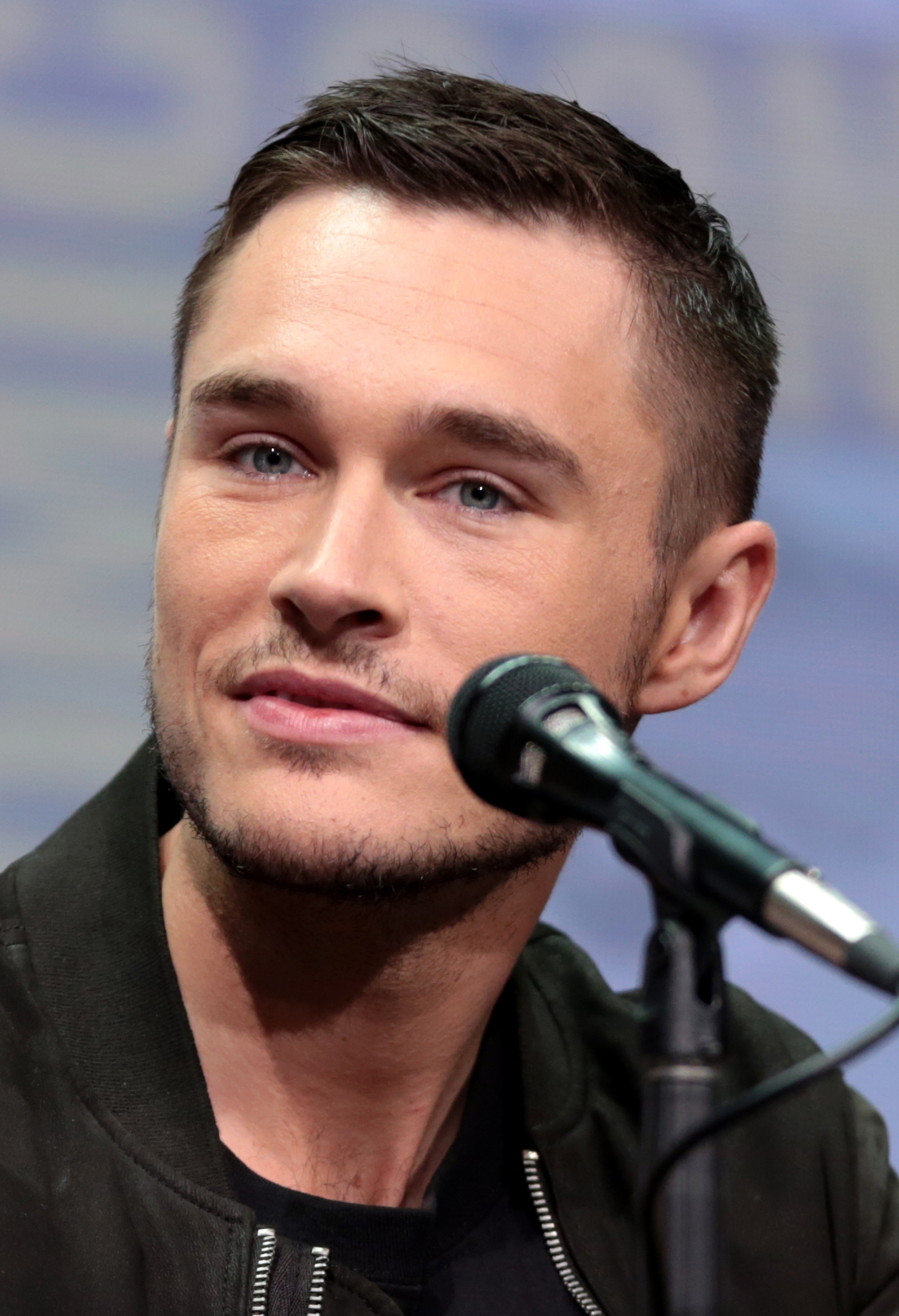
Sam Underwood interpreta Jake Otto
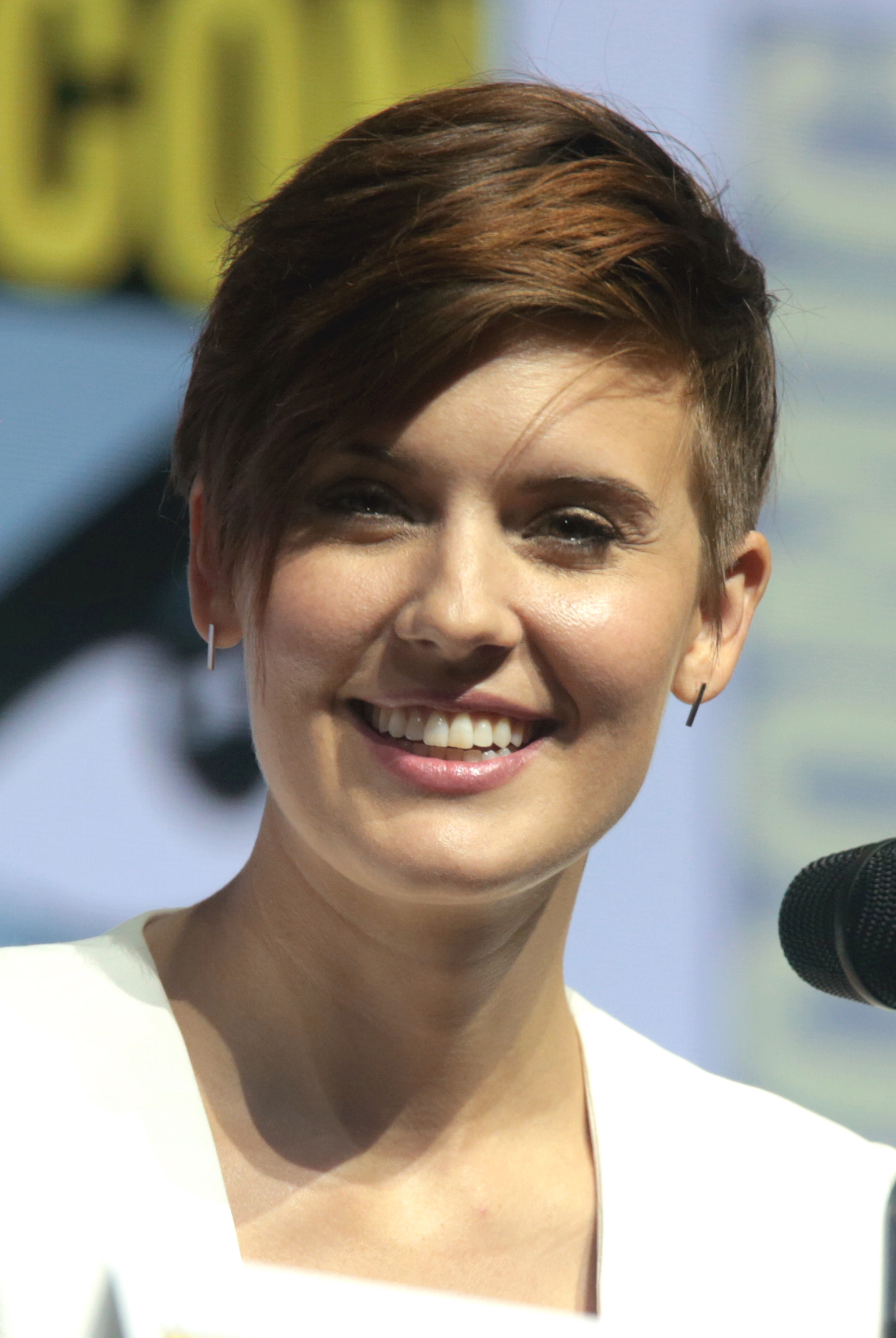
Maggie Grace interpreta Althea
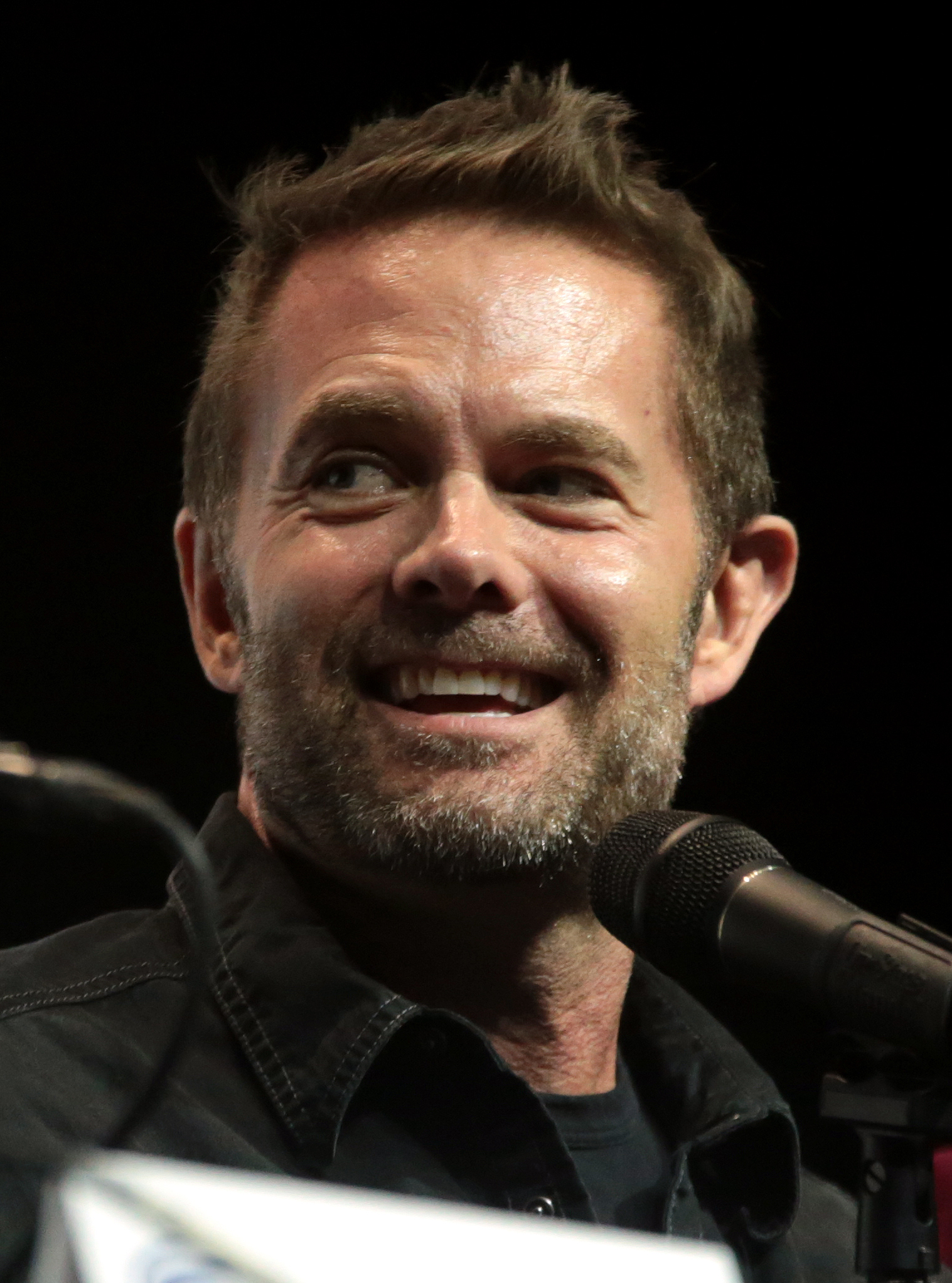
Garret Dillahunt interpreta John Dorie
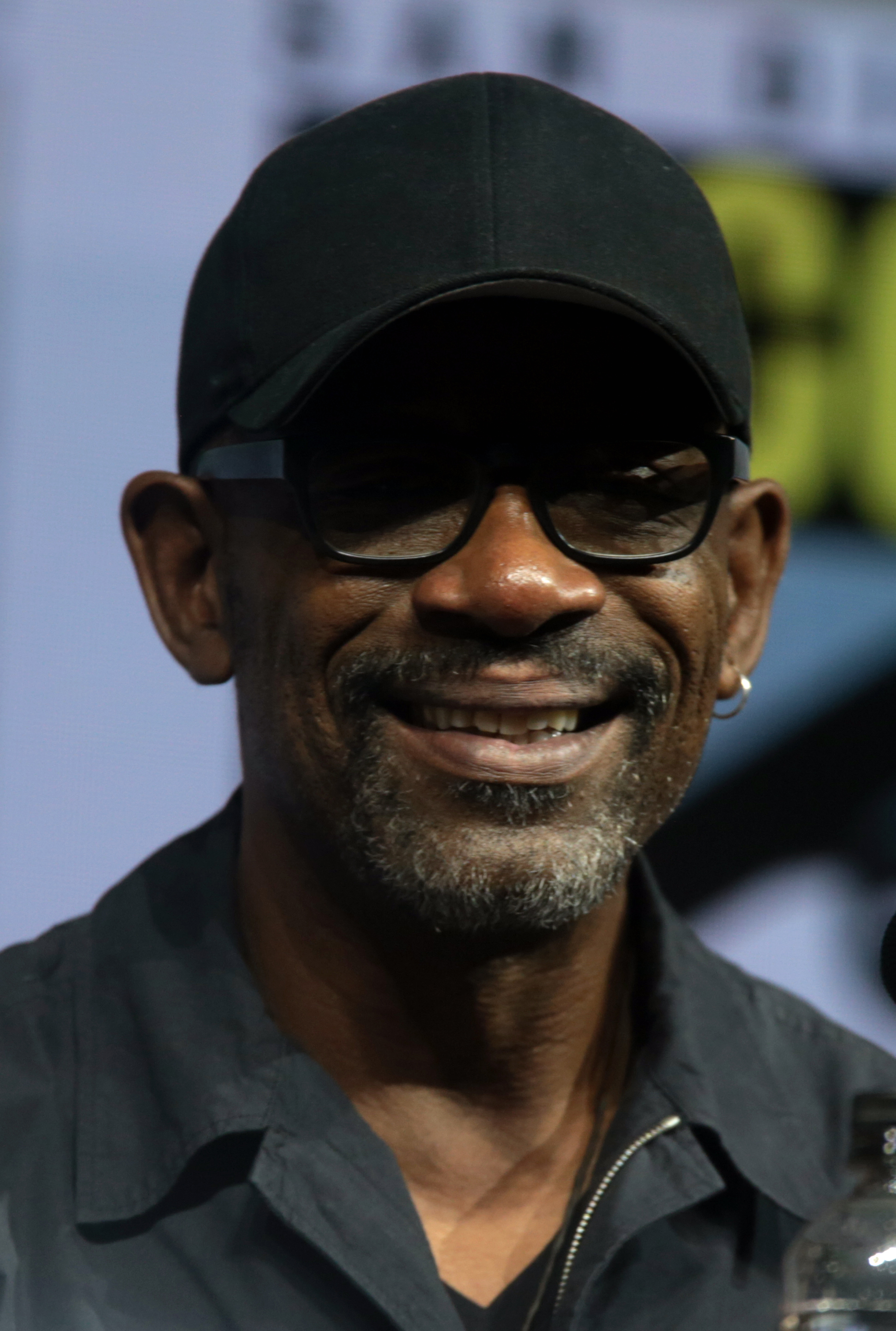
Lennie James interpreta Morgan Jones
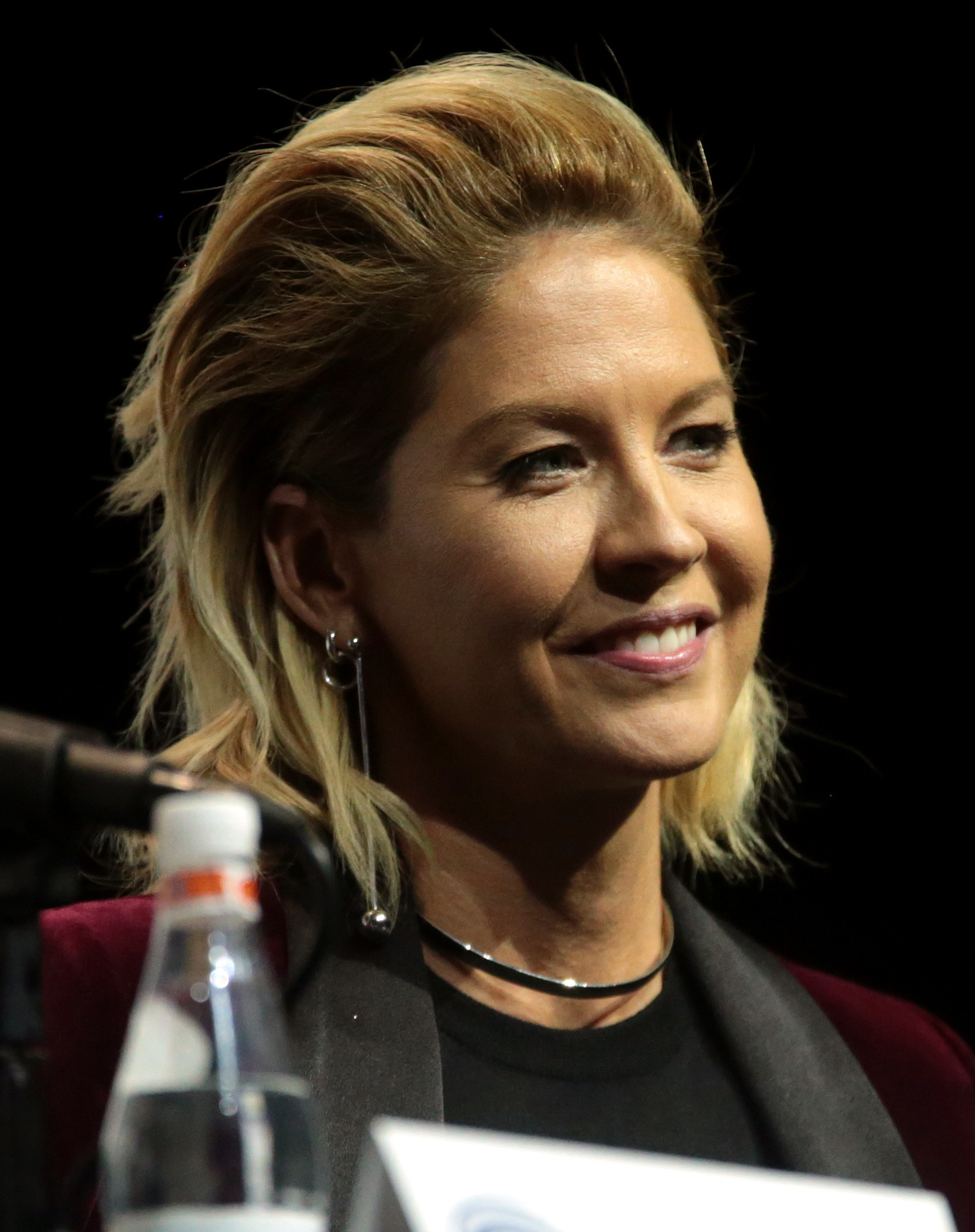
Jenna Elfman interpreta June
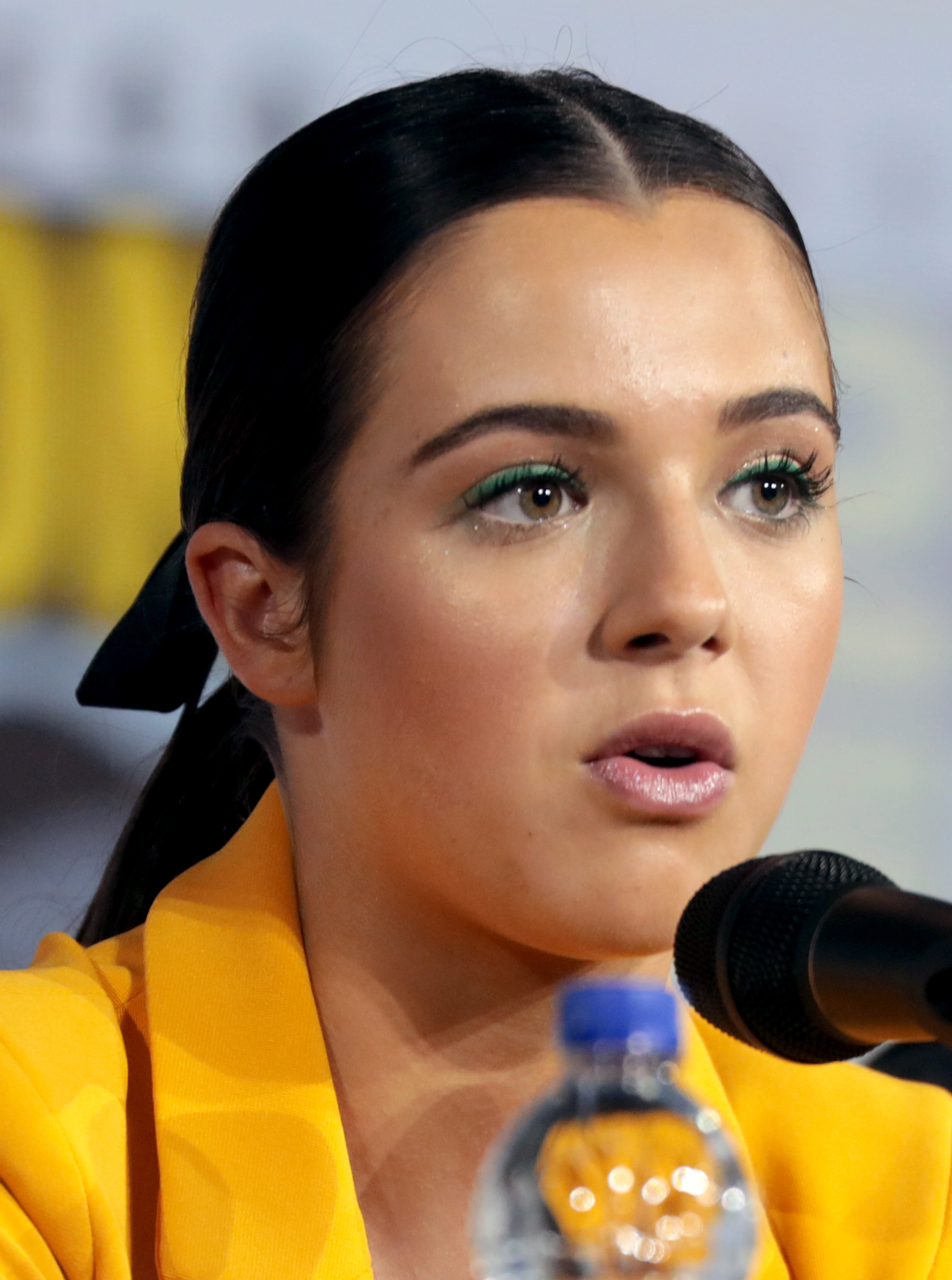
Alexa Nisenson interpreta Charlie
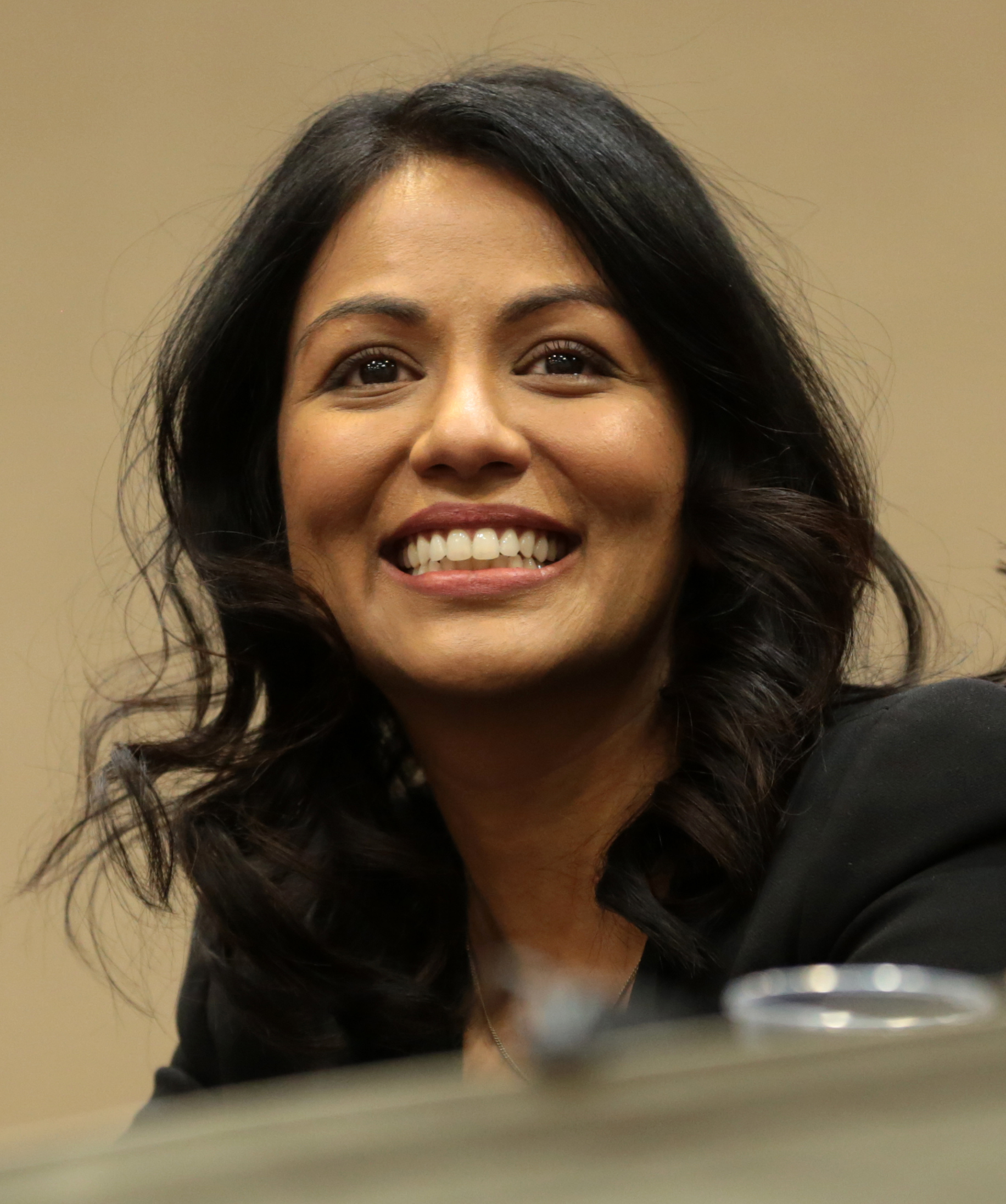
Karen David interpreta Grace
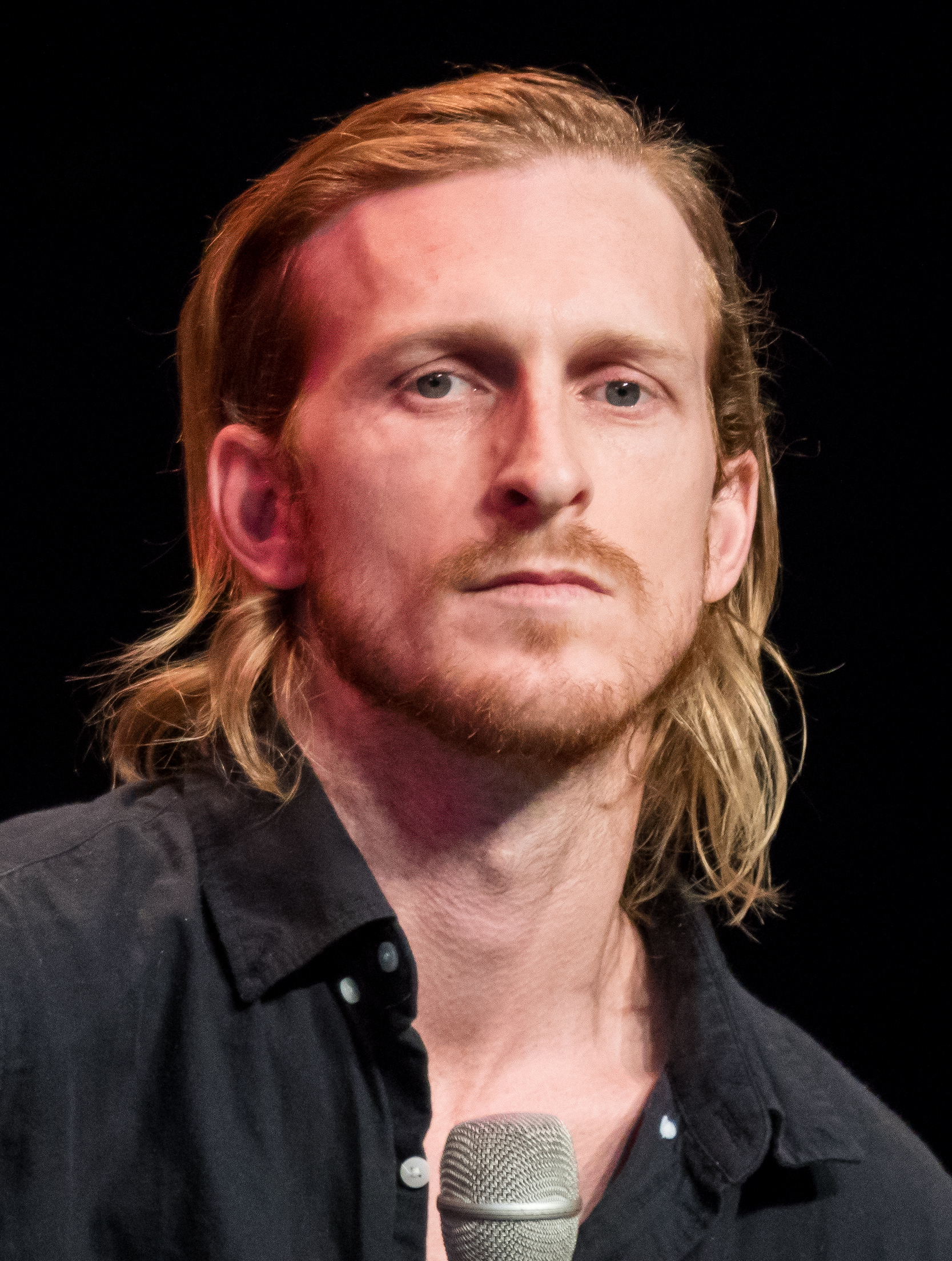
Austin Amelio interpreta Dwight

### Personatges secundaris
- Gloria (temporades 1-2), interpretada per Lexi Johnson.
 La xicota de Nick, també addicta a les drogues.
- Art "Artie" Costa (temporada 1), interpretat per Scott Lawrence.
 És el director de l'escola secundària Paul R. Williams on treballen Madison i Travis.
- Tobias (temporada 1), interpretat per Lincoln A. Castellanos.
 Graduar-se a l'escola secundària amb una saviesa superior a la seva edat.
- Matt Sale (temporada 1), interpretat per Maestro Harrell.
 L'ex nuvi d'Alicia.
- Griselda Salazar (temporades 1-2), interpretada per Patricia Reyes Spíndola.
És la mare d'Ofelia que va emigrar d'El Salvador amb el seu marit Daniel per escapar d'una detenció policial.
- Moyers (temporada 1), interpretat per Jamie McShane.
 Tinent membre d'un contingent de la Guàrdia Nacional dissenyat per protegir el barri on viuen Travis i Madison.
- Andrew "Andy" Adams (temporada 1), interpretat per Shawn Hatosy.
 Membre caporal de la Guàrdia Nacional del tinent Moyers i el breu interès amorós d'Ofelia.
- Bethany Exner (temporada 1), interpretada per Sandrine Holt.
 Metge confiat i hàbil que recluta a Liza per poder ser assistida amb malalts i ferits.
- Jake Powell (temporada 2), interpretat per Brendan Meyer.
 Ell i Alex van sobreviure a un tràgic accident d'avió al vol 462.
- Thomas Abigail (temporada 2), interpretat per Dougray Scott.
 El nuvi de Strand a qui l'home va posar el seu vaixell.
- Celia Flores (temporada 2), interpretat per Marlene Forte.
 Mare de Luis Flores i minyona de Thomas Abigail, a qui tracta com si fos un segon fill. Creu que els morts sempre han caminat entre els vius i en manté alguns separats en una cel·la que té cura.
- Luis Flores (temporada 2), interpretat per Arturo del Puerto. 
Amic de sempre de Strand i fill de Celia. És el soci comercial de Thomas Abigail i l’única manera de garantir l'entrada del grup a Mèxic.
- Jack Kipling (temporada 2), interpretat per Daniel Zovatto.
Un noi que inicialment parla a la ràdio amb Alicia. Més tard es revela que és membre del grup pirata dirigit per Connor i el seu germà Reed.
- Alejandro Nuñez (temporada 2), interpretat per Paul Calderón.
 És farmacèutic i també és líder de La Colonia, una comunitat de Tijuana, Mèxic, que ajuda Nick i creu que els infectats no són dolents. Va rebre el que sembla ser un mos d’un caminant i va sobreviure.
- Elena Reyes (temporades 2-3), interpretada per Karen Bethzabe.
És l'ex gerent del Rosarito Beach Hotel on Madison, Alicia, Ofelia i Victor són barricades.
- Hector Reyes (temporades 2-3), interpretat per Ramses Jimenez. 
Néta de l’Elena que treballava de cambrer a l’hotel.
- Oscar Diaz (temporada 2), interpretat per Andres Londono.
 Cap d’un grup de supervivents que viuen a l’hotel des que va començar l’apocalipsi.
- Andrès Diaz (temporada 2), interpretat per Raul Casso.
El germà de l'Oscar.
- Ilene Stowe (temporades 2-3), interpretada per Brenda Strong.
 La sogra d'Oscar.
- Marco Rodriguez (temporada 2), interpretat per Alejandro Edda.
 És un home al capdavant d’una banda que ha trobat refugi en un supermercat de la ciutat de Tijuana.
- Antonio Reyes (temporada 2), interpretat per Ruben Carbajal.
 Membre de la colla de Marco i germà de l'Hèctor.
- Brandon Luke (temporada 2), interpretat per Kelly Blatz.
 Cap d’un grup de nois que es troben amb Travis i Chris.
- James McCalister (temporada 2), interpretat per Israel Broussard.
 Membre del grup de Brandon.
- Derek (temporada 2), interpretat per Kenny Wormald.
 Membre del grup de Brandon.
- Vernon Trimbol (temporada 3), interpretat per Hugo Armstrong.
 És un home que resideix a Broke Jaw Ranch juntament amb la seva dona Kathy i els fills Mike i Gretchen. Juntament amb Jeremies, Russell i Phil, és un dels fundadors del ranxo.
- Gretchen Trimbol (temporada 3), interpretada per Rae Gray.
És filla de Vernon i Kathy i germana de Mike Trimbol que resideixen a Broke Jaw Ranch.
- Cooper (temporada 3), interpretat per Matt Lasky.
És un home que resideix a Broke Jaw Ranch.
- Jimmie (temporada 3), interpretat per Nathan Sutton.
És un home que resideix a Broken Jaw Ranch.
- Dante Esquivel (temporada 3), interpretat per Jason Manuel Olazabal.
És l’antic soci comercial de Victor Strand i Thomas Abigail. Després de l'apocalipsi, és el líder d'alguns homes que ocupen la presa de Gonzales.
- Efrain Morales (temporada 3), interpretat per Jesse Borrego.
És una mena de sacerdot i antic cantant que rescata Daniel als carrers.
- Qaletaqa Walker (temporada 3), interpretat per Michael Greyeyes.
És un home d'origen mexicà. Té previst utilitzar el nou món per recuperar les terres que pertanyien als seus avantpassats entrant en conflicte amb el ranxo dels Vuit. Viu al costat d'altres nadius de la Reserva del Barret Negre.
- Lee / Crazy Dog (temporada 3), interpretat per Justin Rain.
És un dels nadius mexicans que viu a la reserva del Barret Negre i més tard al ranxo dels Vuit. És la mà dreta de Qaletaqa.
- John (temporada 3), interpretat per Ray McKinnon.
És el supervisor dels supervisors i de tot el Basar. Té previst ampliar el seu imperi de les drogues malgrat l’apocalipsi
- Cole (temporada 4; convidat: temporada 6), interpretat per Sebastian Sozzi.
 És resident del Dell Diamond Baseball Stadium.
- Douglas (temporada 4; convidat: temporada 6), interpretat per Kenneth Wayne Bradley.
És el marit de Vivian. Ell i la seva dona viuen al Dell Diamond Baseball Stadium.
- Vivian (temporada 4; convidat: temporada 6), interpretada per Rhoda Griffis.
És l'esposa de Douglas. Viu amb el seu marit al Dell Diamond Baseball Stadium.
- Mel (temporada 4), interpretat per Kevin Zegers.
 És el líder dels voltors. El seu objectiu és matar i robar a tots els supervivents que coneix si no cooperen. El seu grup sol atrapar zombis als llocs avançats que visiten, després escriuen a les banderes el nombre de caminants que atrapen.
- Ennis (temporada 4), interpretat per Evan Gamble.
És el germà de Mel i el líder adjunt del seu grup Vulture, així com el mentor de Charlie.
- Edgar (temporada 4), interpretat per Jason Liebrecht.
És membre dels voltors.
- Wendell (temporada 4-en progrés), interpretat per Daryl Mitchell.
És un home en cadira de rodes que juntament amb la seva germana adoptiva Sarah busquen un lloc per viure. Després de robar un camió, ell i Sarah es troben amb Morgan i volen arribar a Alexandria.
- Jim Bauer (temporada 4), interpretat per Aaron Stanford.
 És un home que posseeix una cerveseria molt famosa que mai va deixar i, per tant, no pot lluitar contra zombis. Creu que el món tornarà a la normalitat i les seves cerveses seran molt valorades. Accepta unir-se a Morgan per arribar a Alexandria.
- Martha (temporada 4), interpretada per Tonya Pinkins.
És una ximple que creu que els febles han de morir per fer-se més forts. Començarà a seguir a Morgan i als altres per causar problemes i intentar fer-los "forts". Sovint va acompanyat d'almenys un caminant sobre qui escriu algunes frases.
- Dylan (temporada 5), interpretat per Cooper Dodson.
 És un nen petit que sobreviu juntament amb el seu germà Max i la seva germana Annie.
- Max (temporada 5), interpretat per Ethan Suess.
 És un noi que sobreviu juntament amb el seu germà Dylan i la seva germana Annie.
- Annie (temporada 5), interpretada per Bailey Gavulic.
 És una noia que sobreviu juntament amb els seus germans Dylan i Max.
- Logan (temporada 5), interpretat per Matt Frewer.
 És l'antic soci de Clayton amb qui va treballar a la fàbrica de texans que ocupava el grup Morgan.
- Isabella (temporada 5-en progrés), interpretada per Sydney Lemmon.
És una pilot d’helicòpter que serveix per a una misteriosa organització coneguda com a Militar de la República Cívica. També es va enamorar d’Althea.
- Rollie (temporades 5-6), interpretat per Cory Hart.
És membre de l'equip de Logan. Més tard s'uneix als Outcasts juntament amb Connie, però es converteix en un espia del Culte de l’Apocalipsi.
- Jacob Kessner (temporada 5-en progrés), interpretat per Peter Jacobson.
És un rabí jueu que sobreviu a la seva església
- Janis (temporades 5-6), interpretada per Holly Curran.
 És una supervivent que va escapar del Gulch amb el seu germà Tom.
- Virginia (temporades 5-6), interpretada per Colby Minifie.
 És el líder dels pioners que juntament amb els seus homes i supervivents viuen en una comunitat. És la mare de Dakota, que fa anys que es fa creure que és la seva germana gran.
- Hill (temporada 6), interpretat per Craig Nigh.
És un dels pioners. Es traslladarà a la cabana de John després de la derrota de Virginia.
- Emile LaRoux (temporada 6), interpretat per Demetrius Groose.
 És el caçador de caps que Virginia va enviar per matar Morgan.
- Isaac (temporada 6), interpretat per Michael Abbott Jr.
 És un supervivent que va salvar la vida de Morgan.
- Rachel (temporada 6), interpretada per Brigitte kali Canales.
 La dona d'Isaac va donar a llum a la seva primera i única filla.
- Theodore "Teddy" Maddox (temporada 6), interpretat per John Glover.
 És el líder d’una secta apocalíptica que vol destruir el món llançant míssils nuclears. També és un assassí seriós que va ser arrestat per John Dorie Senior als anys setanta.
- Riley (temporada 6), interpretat per Nick Stahl.
 Fidel seguidor de Teddy i el seu braç dret. Abans de l'apocalipsi, era l'oficial d'armes a bord del submarí USS Pennsylvania.
- Howard (temporades 6-7), interpretat per Omid Abtahi.
- Josiah LaRoux (temporada 7-en progrés), interpretat per Demetrius Groose.
És el germà bessó d'Emile LaRoux que jura venjar-se de Morgan.

### De The Walking Dead
- Rick Grimes (temporada 4), interpretat per Andrew Lincoln.
 És un ex-sheriff del Comtat de King. Ara és el líder de la comunitat d’Alexandria
- Carol Peletier (temporada 4), interpretada per Melissa McBride.
 És una ex mestressa de casa que s'ha adaptat al món apocalíptic. Ara és una forta lluitadora de la comunitat del Regne, dirigida pel rei Eziekel.
- Jesus / Paul Rovia (temporada 4), interpretat per Tom Payne.
 És resident i reclutador de la comunitat Hilltop, dirigida per Maggie Rhee.

## Producció

### Desenvolupament
Al setembre de 2013, AMC va anunciar que desenvolupaven un spin-off de The Walking Dead, que segueix un conjunt diferent de personatges creat per Robert Kirkman. Al setembre de 2014, AMC va un episodi pilot que va ser escrit per Kirkman i Dave Erickson i dirigit per Adam Davidson. El projecte va ser originalment conegut com a "Cobalt"; Kirkman va confirmar, al març de 2015, que la sèrie s'anomenaria Fear the Walking Dead. El 9 de març de 2015, AMC va anunciar que havia ordenat a FTWD dues temporades.
AMC va anunciar a l'abril de 2016 que havien renovat la sèrie per a una tercera temporada de 16 episodis a estrenar l'any 2017. El 14 d'abril de 2017, AMC va anunciar la renovació de la serie per a una quarta temporada.

### Càsting
La sèrie gira al voltant d'un professor divorciat, la seva actual parella, orientadora, i els seus dos fills. Cliff Curtis juga el paper principal masculí com Travis Manawa, i Kim Dickens com Madison Bennet, el paper principal femení. Frank Dillane interpreta el fill de Madison, anomenat Nick, que està lluitant contra problemes de drogoaddicció, fins i tot després del brot, i Alycia Debnam-Carey interpreta Alícia, la filla de Madison i germana de Nick.

### Filmació

#### Primera temporada
La producció de l'episodi pilot va començar a principis de 2015 i va finalitzar el 6 de febrer de 2015. L'episodi pilot es va rodar a Los Angeles; els episodis restants de la primera temporada es van filmar a Vancouver, Columbia Britànica, Canadà. La producció en els cinc episodis de la primera temporada va començar l'11 de maig de 2015. Adam Davidson, que va dirigir el pilot, també va dirigir el segon i tercer episodi de la sèrie. [14]

#### Segona temporada
El rodatge de la segona temporada va començar el desembre de 2015, amb la producció a Baixa Califòrnia, Mèxic. Les ubicacions inclouen Rosarito (escenes de mar i hotel) i la Vall de Guadalupe (vinya d'Abigail).

#### Tercera temporada
El rodatge de la tercera temporada va començar el 6 de gener de 2017 a Baixa Califòrnia, Mèxic, amb alguns dels llocs d'ubicació utilitzats per a la segona meitat de la temporada dos. Hi ha ubicacions addicionals al municipi de Tijuana, inclosa l'avinguda Revolució, i els turons que van albergar el ranxo d'Otto.

## Premis i nominacions
| Any  | Premi                            | Caregoria                                              | Destinatari           | Resultat  | Ref.   |
| ---- | -------------------------------- | ------------------------------------------------------ | --------------------- | --------- | ------ |
| 2015 | E! Online Best. Ever. TV. Awards | Nova sèrie que estàs més emocionat de veure            | Fear the Walking Dead | Guanyador | [ 22 ] |
| 2016 | 42nd Saturn Awards               | Millor sèrie de televisió de terror                    | Fear the Walking Dead | Nominat   | [ 23 ] |
| 2016 | 42nd Saturn Awards               | Millor actriu en televisió                             | Kim Dickens           | Nominat   | [ 23 ] |
| 2016 | 42nd Saturn Awards               | Millor actuació d'un actor jove a la televisió         | Frank Dillane         | Nominat   | [ 23 ] |
| 2016 | E! Online TV Scoop Awards        | Estrella femenina trencadora                           | Alycia Debnam-Carey   | Guanyador | [ 24 ] |
| 2017 | Saturn Awards                    | Millor sèrie de televisió de terror                    | Fear the Walking Dead | Nominat   | [ 25 ] |
| 2017 | Saturn Awards                    | Millor actriu en series de televisió                   | Kim Dickens           | Nominat   | [ 25 ] |
| 2017 | Saturn Awards                    | Millor actuació d'un actor jove en series de televisió | Alycia Debnam-Carey   | Nominat   | [ 25 ] |
| 2017 | Saturn Awards                    | Millor actuació d'un actor jove en series de televisió | Lorenzo James Henrie  | Nominat   | [ 25 ] |